# バル＝ル＝デュック

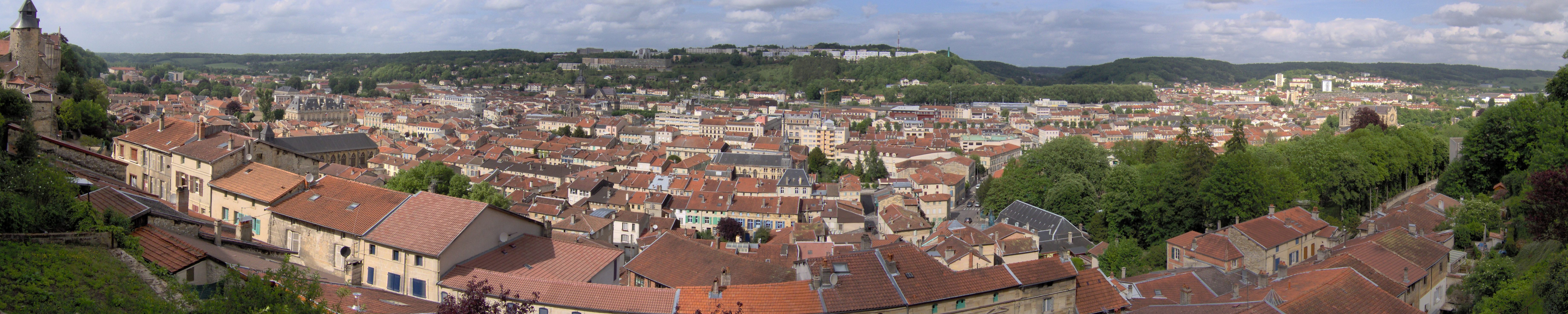
バル＝ル＝デュックのパノラマ

バル＝ル＝デュック (Bar-le-Duc) は、フランス北部、グラン・テスト地域圏の都市である。ムーズ県の県庁所在地である。

## 歴史
中世にはロレーヌ公国と関係の深いバル公領（バル伯領）の首都が置かれていた。デュックはフランス語で公爵を意味する。

## 人口統計
| 1962年 | 1968年 | 1975年 | 1982年 | 1990年 | 1999年 | 2006年 | 2011年 |
| ------ | ------ | ------ | ------ | ------ | ------ | ------ | ------ |
| 18 346 | 19 159 | 19 288 | 18 471 | 17 545 | 16 944 | 16 041 | 15 759 |

参照元:1962年から1999年まで人口の2倍カウントなし。以降の日付は自治体人口。1999年までEHESS、2004年以降INSEE

## 姉妹都市
- タンボフ、ロシア
- グリースハイム、ドイツ
- ジョンク（ハンガリー語版）、ハンガリー